# Étang du Chambon
L'étang du Chambon est un étang français d'origine artificielle situé dans la plaine de la Limagne, sur la commune de Thiers dans le département du Puy-de-Dôme, en région Auvergne-Rhône-Alpes.

## Description
L’étang du Chambon est situé à proximité de Thiers et en bordure de la RD2089 (ex-RN89). Cet étang a une superficie de 1,2 ha et une profondeur d’environ 1,80 m. En 2015, l'étang est devenu un carpodrome.
Au milieu de l'étang baigne une presqu'île de 1 300 m2 accessible et un petit cap de 1 600 m2 inaccessible car pas entretenu.

## Histoire
Le projet de construction d'une base de loisirs à Thiers remonte au début des années 1960 où un essai de barrage sur la Dore pour construire une base de loisirs avait été envisagé à l'ouest de la commune, proche de Pont-de-Dore. Malheureusement l’élastique de Michelin destiné à retenir l’eau n’a duré que le temps de l’inauguration.
À la suite de cela, la commune de Thiers fait creuser un étang d'environ 1,2 hectare entre 1970 et 1971 à quelques mètres de la Dore (étang du Chambon) et construire un camping plus en aval sur le bord de la route nationale 89. Le site disposait alors d'un camping, d'un hôtel (Chez la mère Dépalle), d'un étang et d'une rivière (la Dore). 
Lors de la fermeture du camping, la municipalité de Maurice Adevah-Pœuf continue à entretenir l'étang jusqu'à que la municipalité de Thierry Déglon le laisse à l'abandon. En 2015, les berges de l'étang sont nettoyées et les abords de l'étang sont défraîchis et entretenus à nouveau. Dès lors, l'étang devient un carpodrome.

## Galerie

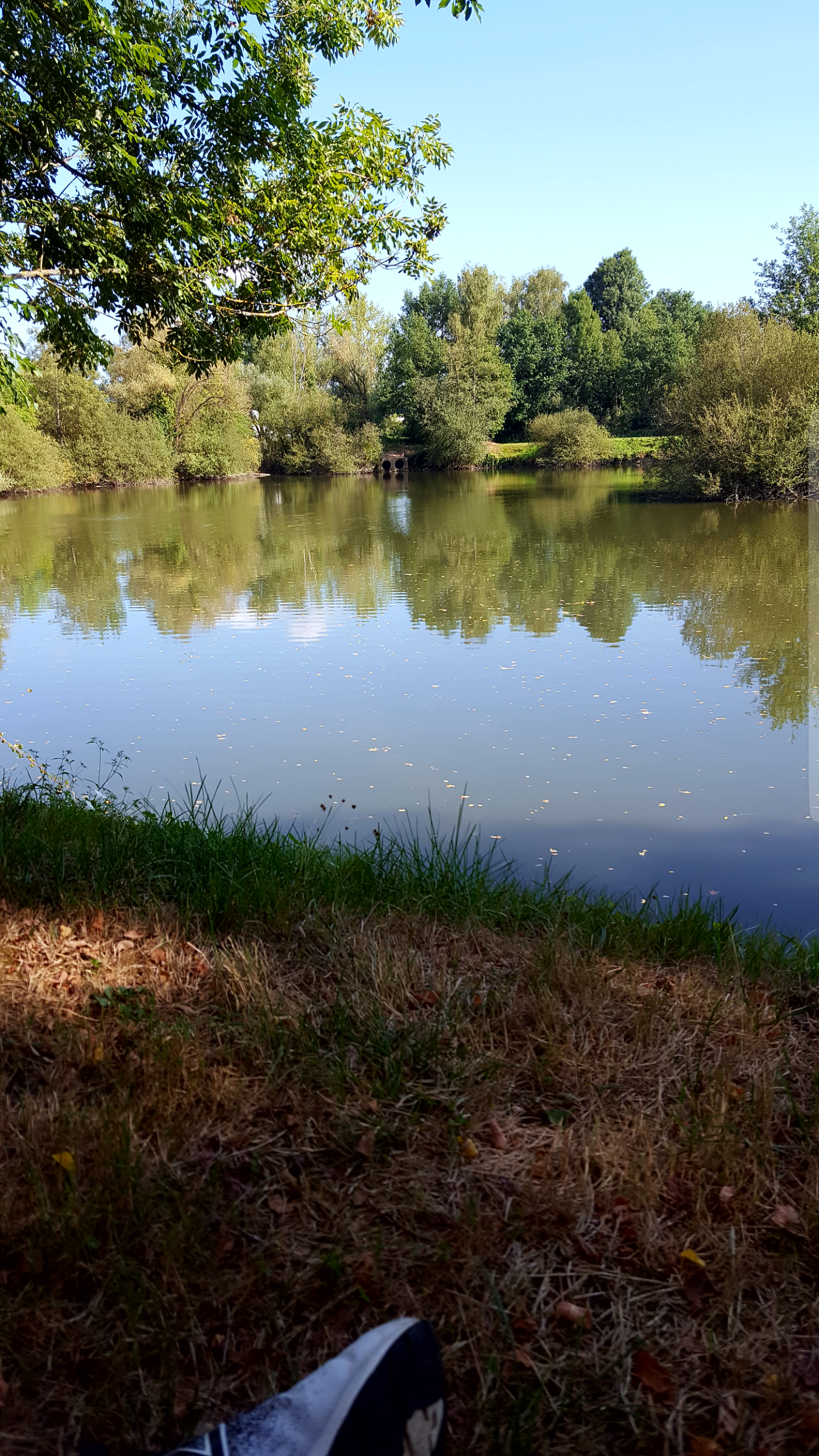
Une partie de l'étang en 2017.
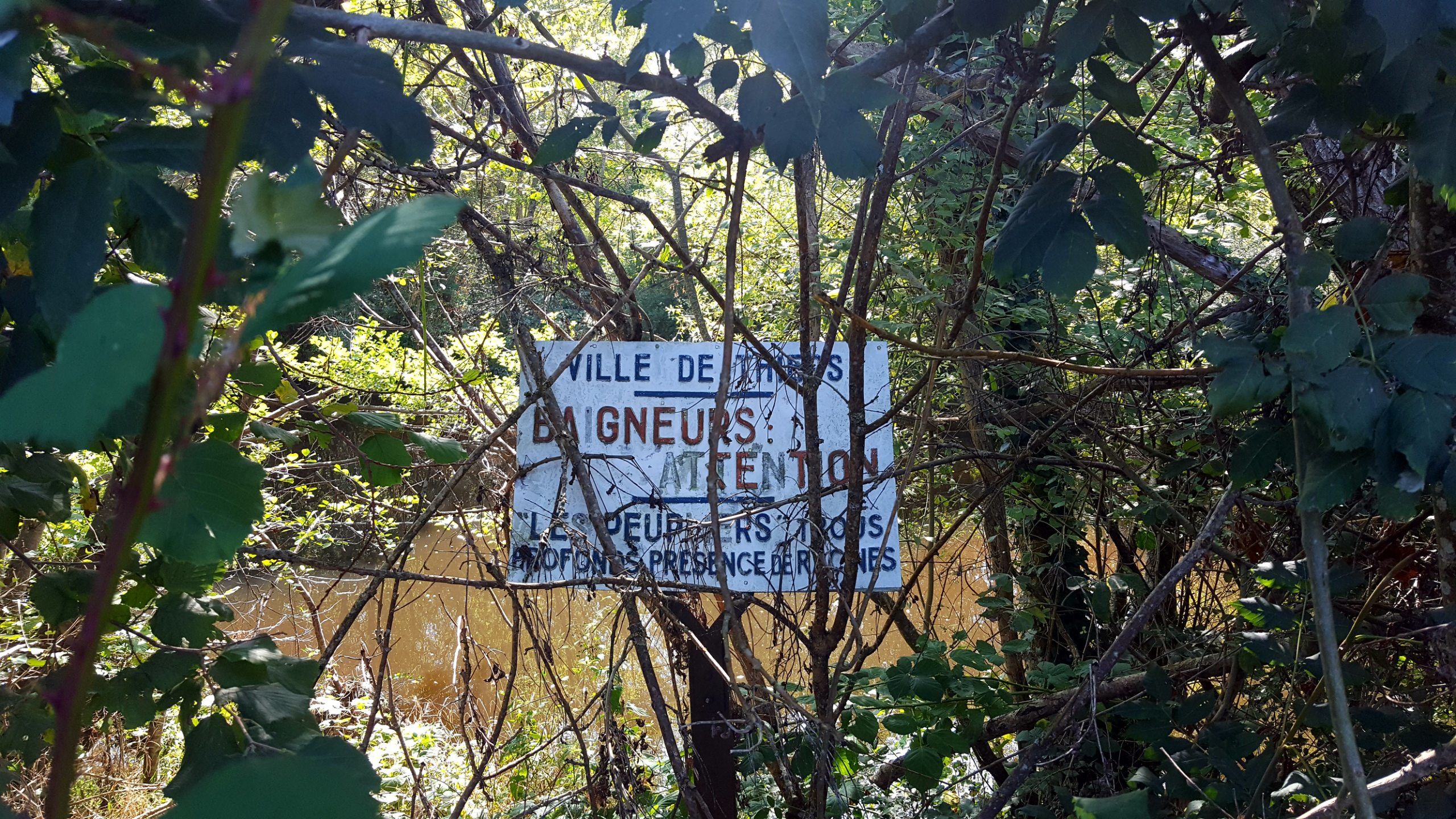
Ancienne zone de baignade sur la Dore avant l’élaboration de l'étang du Chambon à quelques mètres.